# 門馬敬治
門馬 敬治（もんま けいじ、1969年12月18日 - ）は、神奈川県横浜市出身の日本の高校野球指導者。高校社会科教諭。

## 経歴
東海大相模中学校を経て、東海大相模高校に進学。3年時には主将を務め、夏の選手権神奈川大会決勝まで勝ち進むが横浜商に2-4で敗れ甲子園出場はならなかった。その後、東海大学に進学。しかし、けがのためマネージャーに転向。当時の原貢監督の運転手などを務める。
大学卒業後は東海大、東海大相模高校でコーチを務め、1999年に29歳で東海大相模高校の野球部監督に就任。2000年春、2011年春、2015年夏、2021年春には甲子園大会で同校を優勝に導いている。
2021年春の選抜大会では選抜大会史上初の親子鷹（監督が父、選手が子）での優勝を成し遂げる。これは門馬の恩師でもあり、親子鷹で甲子園を沸かせた原貢・辰徳親子においても成し得なかった偉業である。この大会では主将が大会途中で入院したため、次男が主将代行を務めた。
その後の春の神奈川県大会も制し、県内においては41連勝中だった。
だが、「体調面に不安がある」として2021年7月1日に夏の大会をもって監督退任を決断した事が報道された 。しかしながら新型コロナウイルス感染症拡大による登録メンバー17人の陽性が明らかになった。県大会で辞退となり、対戦予定であった7月24日の準々決勝の対藤沢翔陵高校戦は不戦敗となり、春夏連覇が潰える事となった。実質的に公式戦最後の指揮は7月22日にバッティングパレス相石スタジアムひらつかで開催された神奈川県大会5回戦の対藤嶺学園藤沢高校戦となった。
後任監督の候補としては東海大相模OBの元プロ野球選手で、系列校の東海大静岡翔洋高校の野球部監督を務めていた原俊介の名前が上がり、9月1日付で後任監督に就任した。同年9月30日付で同校を退職。
2022年夏の大会をもって岡山県の創志学園高等学校硬式野球部監督の長沢宏行が退任するため、後任監督として門馬を招聘する方針であることが同年4月29日に報道された。その後5月24日に同校から監督就任の発表が行われ、8月10日から新チーム発足に合わせて合流した。

## 甲子園での成績
- 通算：出場13回[11]・31勝8敗・優勝4回
- 春：出場9回[11]・21勝5敗・優勝3回（2000年・2011年・2021年）
- 夏：出場4回・10勝3敗・優勝1回（2015年）

## 人物
門馬には二男一女の子供がいるが、いずれも東海大相模高校に選手、マネージャーとして所属していた。長男の門馬大は東海大相模、東海大学で選手としてプレーし、2021年度には東海大学で主将に就任している。大学卒業後は社会人野球のテイ・エス テック硬式野球部で野球を続けている。長女は東海大相模野球部にマネージャーとして所属していた。次男の門馬功は2021年春の選抜大会で主将代行を務め優勝に貢献した。高校卒業後は父や兄もプレーした首都大学野球連盟で東海大学のライバル校でもある、日本体育大学に進学。
1969年度生まれの同級生である大阪桐蔭高校硬式野球部監督の西谷浩一とは仲が良く、東海大相模高監督時代から定期的に練習試合を行っている。

## 主な教え子
- 筑川利希也
- 山本淳
- 原拓也
- 小林敦
- 岩﨑恭平
- 市川友也
- 田中大二郎
- 菅野智之
- 田中広輔
- 大田泰示
- 角一晃
- 角晃多
- 一二三慎太
- 菅野剛士
- 大城卓三
- 田中俊太
- 渡辺勝
- 友永翔太
- 小笠原慎之介
- 吉田凌
- 豊田寛
- 森下翔太
- 遠藤成
- 山村崇嘉
- 西川僚祐
- 石田隼都
- 吉田幸央（中退）